# Leucania franclemonti
Leucania franclemonti är en fjärilsart som beskrevs av Calora 1966. Leucania franclemonti ingår i släktet Leucania och familjen nattflyn. Inga underarter finns listade i Catalogue of Life.